# Senna subulata
Senna subulata là một loài thực vật có hoa trong họ Đậu. Loài này được (Griseb.) H.S.Irwin & Barneby miêu tả khoa học đầu tiên.